# Tate Rocks
Tate Rocks är en kulle i Antarktis. Den ligger i Östantarktis. Australien gör anspråk på området. Toppen på Tate Rocks är 1 799 meter över havet, eller 99 meter över den omgivande terrängen. Bredden vid basen är 12,6 km.
Terrängen runt Tate Rocks är huvudsakligen en högslätt. Trakten är obefolkad. Det finns inga samhällen i närheten.